# Підводні човни типу «Балао»
| ПЧ типу «Балао»            | ПЧ типу «Балао» | ПЧ типу «Балао» |
| -------------------------- | --- | --- |
| Balao-class submarine      | | |
|                            | | |
| Човен USS Balao (SS-285)   | | |
| Під прапором               | * Військово-морські сили США - Військово-морські сили Італії - Військово-морські сили Туреччини - Військово-морські сили Греції - Військово-морські сили Перу - Військово-морські сили Аргентини - Військово-морські сили Чилі - Військово-морські сили Венесуели - ВМС Китайської республіки - Військово-морські сили Канади - Військово-морські сили Бразилії - Військово-морські сили Нідерландів - Військово-морські сили Іспанії | * Військово-морські сили США - Військово-морські сили Італії - Військово-морські сили Туреччини - Військово-морські сили Греції - Військово-морські сили Перу - Військово-морські сили Аргентини - Військово-морські сили Чилі - Військово-морські сили Венесуели - ВМС Китайської республіки - Військово-морські сили Канади - Військово-морські сили Бразилії - Військово-морські сили Нідерландів - Військово-морські сили Іспанії |
| Спуск на воду              | 1942—1946 рр (128 човнів) | 1942—1946 рр (128 човнів) |
| Виведений зі складу флоту  | 1943—1975 рр | 1943—1975 рр |
| Сучасний статус            | 11 потоплено, 108 утилізовані (63 передані іншим країнам), 8 стали пам'ятниками, 1 активний | 11 потоплено, 108 утилізовані (63 передані іншим країнам), 8 стали пам'ятниками, 1 активний |
| Проєкт                     | | |
| Розробник проєкту          | Electric Boat, Portsmouth Naval Shipyard, Mare Island Naval Shipyard, William Cramp and Sons, Manitowoc Shipbuilding Company | Electric Boat, Portsmouth Naval Shipyard, Mare Island Naval Shipyard, William Cramp and Sons, Manitowoc Shipbuilding Company |
| Основні характеристики     | | |
| Швидкість (надводна)       | 20,25 вузлів (38 км/год) | 20,25 вузлів (38 км/год) |
| Швидкість (підводна)       | 8,75 вузлів (16 км/год) | 8,75 вузлів (16 км/год) |
| Гранична глибина занурення | 120 м | 120 м |
| Екіпаж                     | 80-81 осіб | 80-81 осіб |
| Розміри                    | | |
| Довжина найбільша (по КВЛ) | 94,9-95 м | 94,9-95 м |
| Ширина корпусу найб.       | 8,3 м | 8,3 м |
| Середня осадка (по КВЛ)    | 5,13 м | 5,13 м |
| Озброєння                  | | |
| Артилерія                  | 1 х (5") 127-мм / 25 калібрів 1 х Bofors 40 mm 1 х Oerlikon 20 mm | 1 х (5") 127-мм / 25 калібрів 1 х Bofors 40 mm 1 х Oerlikon 20 mm |
| Торпедно- мінне озброєння  | 6 носових і 4 кормових ТА калібру 21 дюймів — 533 мм, 24 торпед | 6 носових і 4 кормових ТА калібру 21 дюймів — 533 мм, 24 торпед |
| Зображення на Вікісховищі  | | |

Балао (англ. Balao-class) — 128 підводних човнів ВМС США, котрі були продовженням вдосконалення  човнів типу «Гато». І вони були попередниками  човнів типу «Тенч». Несли службу у 1943—1975 рр. Брали активну участь в Другій світовій війні.

## Історія
Більшість човнів типу почали свою службу з 3" (76-мм) / 50 калібрів або з 4" (102 мм)/ 50 калібрів палубними гарматами знятими з старих  човнів типу «S». Але завдяки досвіду війни, більшість з човнів була переозброєна на палубну гармату 5 « (127 мм)/ 25 калібрів, на початку 1944 року. Човен USS Spadefish (SS-411), введений в експлуатацію в березні 1944 року, був першим збудованим човном цього типу вже 5» (127 мм) палубною гарматою.
Для ППО човни були оснащені зенітними артилерійськими установками 40-мм Bofors і  20-мм Oerlikon.
В 2007 році USS Tusk (SS-426) — підводний човен типу, був одним з двох останніх діючих човнів в світі, побудованих під час Другої світової війни, він був переведений на Тайвань на початку 1970-х. Човен типу «Тенч» USS Cutlass (SS-478) був іншим таким котрий зберігся. Вони там були названі човнами типів «Хай Ши» і «Хай Бао».

## Конструкція

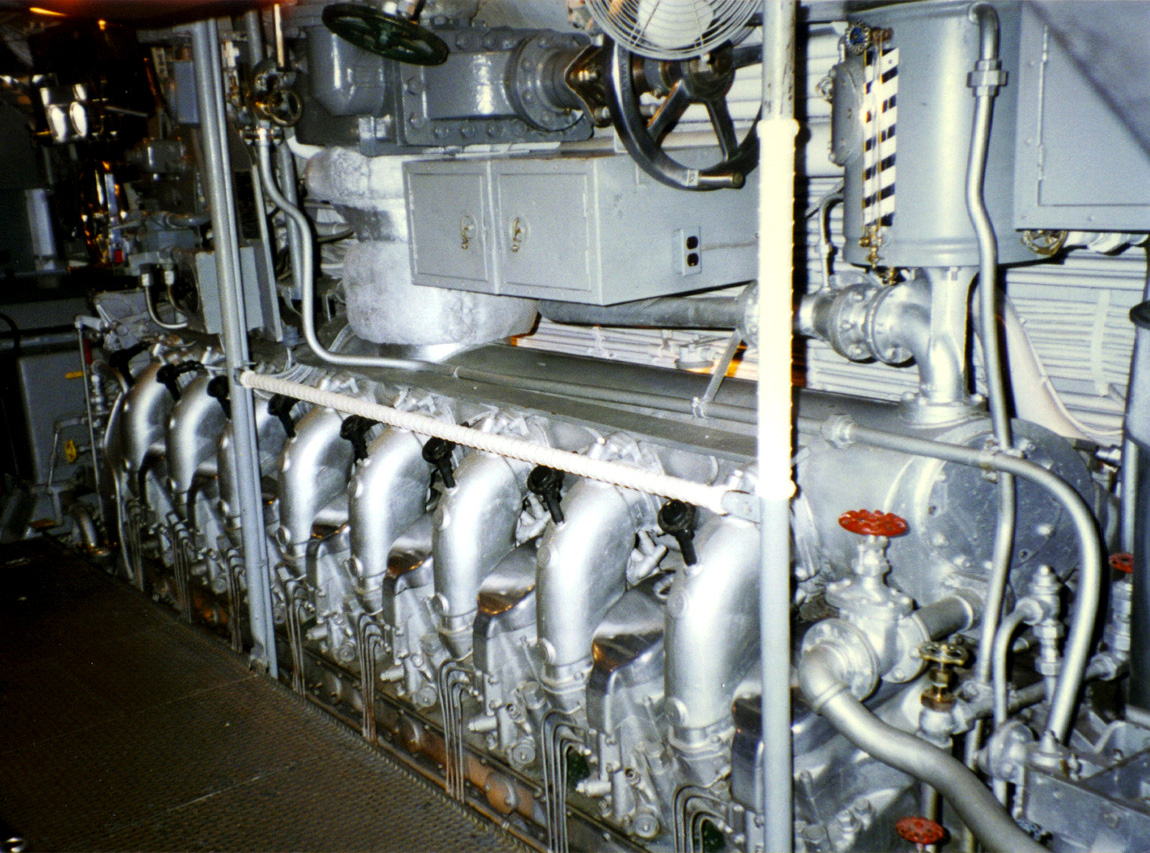
Дизельний двигун General Motors моделі 16-248 V16

Підводні човни типу отримали головні двигуни від одного з двох виробників. Fairbanks-Morse поставлям модель 38D8⅛ двигунів, а General Motors поставляв моделі 16-248 і 16-278A.
Два виробники постачали електродвигуни для тих підводних човнів. Elliott Company для човнів з двигунами Fairbanks-Morse, а General Electric для човнів з двигунами General Motors, але деякі човни Fairbanks-Morse отримали і електродвигуни GE.
Раніше підводний човен США ніс чотири високошвидкісних електродвигуни (два на гребний вал), які повинні були бути оснащені редукторами, щоб зменшити оберти до відповідної швидкості для валів. Редуктори створювали високий рівень шумів, що сприяло легкому виявленню човна акустиками ворога. Тому човни типу отримували електродвигуни з малими обертами, що згодом дозволяло з'єднувати двигуни напряму з валами, без редукторів.

## Пам'ятники
Вісім човнів типу виставлені як пам'ятники-музеї. Вони, перш за все, залежить від доходів, отриманих в відвідувачів, щоб утримувати їх згідно стандартів ВМС США; бо кожна човен проходить щорічний огляд . Деякі човни, такі як «Batfish» і «Pampanito», заохочують молодіжні організації і дозволяють групам добровольців спати протягом ночі в кубриках.
- USS Batfish (SS-310) — War Memorial Park в Мескогі, штат Оклахома
- USS Becuna (SS-319) — Independence Seaport Museum в Філадельфія, штат Пенсільванія
- USS Bowfin (SS-287) — USS Bowfin Submarine Museum в Гонолулу, штат Гаваї
- USS Clamagore (SS-343) — Patriot's Point в Маунт-Плезант, штат Південна Кароліна
- USS Ling (SS-297) — New Jersey Naval Museum в Гакенсак, штат Нью-Джерсі
- USS Lionfish (SS-298) — Battleship Cove в Фолл-Ривер, штат Массачусетс
- USS Pampanito (SS-383) — San Francisco Maritime National Historical Park в Сан-Франциско, штат Каліфорнія
- USS Razorback (SS-394) — Arkansas Inland Maritime Museum в Норт-Літл-Рок, штат Арканзас